# Liste des joueurs du KV Ostende
Cette liste reprend les 525 joueurs de football qui ont évolué au KV Ostende (matricule 31) depuis la fondation du club, sous ses deux appellations :
- VG Ostende : jusqu'en 1981
- KV Ostende : depuis 1981

Attention, les joueurs de l'ancien AS Ostende (matricule 53) ou du « nouveau » VG Ostende (matricule 8837) ne peuvent PAS être ajoutés à cette liste.
Date de mise à jour des joueurs : 25 septembre 2018 et de leurs statistiques : 30 juin 2018
- Haut – A
- B
- C
- D
- E
- F
- G
- H
- I
- J
- K
- L
- M
- N
- O
- P
- Q
- R
- S
- T
- U
- V
- W
- X
- Y
- Z

## A
| Joueur                | Nationalité | Position          | Date de naissance | Période(s)           | Matches (dont D1) | Buts | Jaunes | Rouges |
| --------------------- | ----------- | ----------------- | ----------------- | -------------------- | ----------------- | ---- | ------ | ------ |
| Sam Aabech            | Belgique    | ?                 | 17/06/1982        | 2000-2004            | 66 (0)            | 0    | 11     | 0      |
| Haysam Farouk Abo Elw | Belgique    | ?                 | 4/01/1971         | 1998-1999            | 6 (6)             | 0    | 2      | 0      |
| Tim Aertgeerts        | Belgique    | ?                 | 25/02/1980        | 2000-2001            | 19 (0)            | 0    | 5      | 0      |
| Joseph Akpala         | Nigeria     | Attaquant         | 24/08/1986        | 2015-2018            | 97 (89)           | 20   | 5      | 0      |
| André Luis Amaral     | Brésil      | ?                 | 9/11/1979         | 2000-2002            | 29 (0)            | 8    | 2      | 1      |
| Kristof Ameloot       | Belgique    | ?                 | 11/09/1972        | 1990-1992            | 0 (0)             | 0    | 0      | 0      |
| Steven Ameye          | Belgique    | ?                 | 25/06/1958        | 1986-1987            | 0 (0)             | 0    | 0      | 0      |
| Kevin Amond           | Belgique    | Attaquant         | 19/09/1984        | 2000-2001, 2005-2007 | 59 (2)            | 8    | 9      | 1      |
| Frederik Annys        | Belgique    | Milieu de terrain | 17/02/1979        | 1998-2000            | 4 (4)             | 0    | 0      | 0      |
| Fabien Antunes        | France      | Défenseur         | 19/11/1991        | 2015-2017            | 26 (24)           | 0    | 6      | 0      |
| Zlatko Arambašić      | Australie   | Attaquant         | 20/09/1969        | 1995-1996            | 20 (0)            | 21   | 0      | 0      |
| David Avonture        | Belgique    | ?                 | 29/04/1979        | 1996-1998            | 19 (0)            | 1    | 0      | 0      |

## B
| Joueur                 | Nationalité                      | Position          | Date de naissance | Période(s)           | Matches (dont D1) | Buts | Jaunes | Rouges |
| ---------------------- | -------------------------------- | ----------------- | ----------------- | -------------------- | ----------------- | ---- | ------ | ------ |
| Kevin Baert            | Belgique                         | Milieu de terrain | 19/11/1986        | 2011-2013            | 11 (0)            | 0    | 0      | 0      |
| Ibrahima Bah           | Belgique                         | Attaquant         | 1/01/1999         | 2017-...             | 1 (1)             | 0    | 0      | 0      |
| Gilbert Ballegeer      | Belgique                         | ?                 | ?                 | 1977-1978            | 0 (0)             | 0    | 0      | 0      |
| Patrick Ballegeer      | Belgique                         | ?                 | 25/08/1960        | 1980-1982            | 0 (0)             | 0    | 0      | 0      |
| Emmanuel Banda         | Zambie                           | Milieu de terrain | 29/09/1997        | 2017-...             | 20 (19)           | 3    | 3      | 0      |
| Luis Banza             | Belgique                         | ?                 | 26/01/1970        | 1993-1994            | 0 (0)             | 0    | 0      | 0      |
| Ndama Bapupa           | République démocratique du Congo | Défenseur         | 30/06/1972        | 1993-2001            | 137 (57)          | 4    | 26     | 5      |
| Didier Bargibant       | Belgique                         | Gardien de but    | 27/10/1965        | 2000-2001            | 28 (0)            | 0    | 3      | 2      |
| Jelle Bataille         | Belgique                         | Attaquant         | 20/05/1999        | 2018-...             | 7 (7)             | 1    | 0      | 0      |
| Kurt Bataille          | Belgique                         | ?                 | 5/03/1970         | 1987-1993            | 6 (0)             | 1    | 0      | 0      |
| Guy Bates              | Angleterre                       | Attaquant         | 31/10/1985        | 2006-2007            | 24 (0)            | 4    | 3      | 0      |
| Ricky Begeyn           | Belgique                         | Gardien de but    | 20/08/1976        | 2006-2008            | 49 (0)            | 0    | 3      | 0      |
| Herman Bellaert        | Belgique                         | Milieu de terrain | 7/09/1957         | 1981-1986            | 0 (0)             | 0    | 0      | 0      |
| Hans Belligh           | Belgique                         | Défenseur         | 6/04/1964         | 1982-1990            | 0 (0)             | 0    | 0      | 0      |
| Oumar Maha Berete      | Belgique                         | ?                 | 3/11/1975         | 1999-2000            | 1 (0)             | 0    | 0      | 0      |
| Geert Berrevoets       | Belgique                         | Milieu de terrain | 28/05/1971        | 1995-1996            | 18 (0)            | 1    | 1      | 0      |
| Franck Berrier         | France                           | Milieu de terrain | 2/02/1984         | 2013-2018            | 152 (140)         | 19   | 15     | 0      |
| Xavier Bertein         | Belgique                         | Milieu de terrain | 11/03/1970        | 1988-1995            | 76 (22)           | 6    | 1      | 1      |
| Cédric Berthelin       | France                           | Gardien de but    | 25/12/1976        | 2013                 | 10 (10)           | 0    | 0      | 0      |
| Prudent Bettens        | Belgique                         | Attaquant         | 4/07/1943         | 1973-1974            | 0 (0)             | 0    | 0      | 0      |
| Wouter Biebauw         | Belgique                         | Gardien de but    | 21/05/1984        | 2015-2016            | 12 (11)           | 0    | 0      | 0      |
| Aleksandar Bjelica     | Serbie                           | Défenseur         | 6/07/1994         | 2017-...             | 32 (29)           | 3    | 12     | 0      |
| Ante Blažević          | Croatie                          | Attaquant         | 5/05/1996         | 2014-2016            | 6 (6)             | 0    | 1      | 0      |
| Carl Boenders          | Belgique                         | ?                 | 20/06/1962        | 1981-1986            | 0 (0)             | 0    | 0      | 0      |
| Franky Boey            | Belgique                         | ?                 | 22/04/1963        | 1983-1986            | 0 (0)             | 0    | 0      | 0      |
| Jordy Boey             | Belgique                         | ?                 | 25/04/1976        | 1996-1998            | 3 (0)             | 0    | 0      | 0      |
| Harry Bogers           | Belgique                         | ?                 | 6/02/1966         | 1991-1993            | 53 (0)            | 1    | 6      | 1      |
| Patrick Bonomi         | Belgique                         | Milieu de terrain | 15/10/1965        | 1988-1995            | 95 (26)           | 32   | 5      | 0      |
| Indy Boonen            | Belgique                         | Milieu de terrain | 4/01/1999         | 2018-...             | 0 (0)             | 0    | 0      | 0      |
| Johnny Borny           | Belgique                         | ?                 | 10/07/1956        | 1975-1978            | 0 (0)             | 0    | 0      | 0      |
| Abdelhafid Borsla      | Belgique                         | ?                 | 23/05/1966        | 1990-1991            | 15 (0)            | 0    | 1      | 0      |
| Mathias Bossaerts      | Belgique                         | Défenseur         | 10/07/1996        | 2016-2018            | 15 (14)           | 1    | 3      | 1      |
| Robby Bouchot          | Belgique                         | ?                 | 8/12/1962         | 1982-1985            | 0 (0)             | 0    | 0      | 0      |
| Christian Bouckenooghe | Nouvelle-Zélande                 | Défenseur         | 7/02/1977         | 2001-2002            | 27 (0)            | 6    | 0      | 1      |
| Bart Boussy            | Belgique                         | ?                 | 17/08/1983        | 2005-2006            | 2 (0)             | 0    | 0      | 0      |
| Steven Bozinovski      | Australie                        | Défenseur         | 16/06/1981        | 2004-2005            | 5 (5)             | 0    | 1      | 0      |
| Daniel Brackx          | Belgique                         | ?                 | 19/04/1960        | 1983-1984            | 0 (0)             | 0    | 0      | 0      |
| Koen Brackx            | Belgique                         | ?                 | 18/02/1984        | 2000-2006            | 39 (0)            | 2    | 0      | 0      |
| Sylvio Breleur         | France                           | Attaquant         | 13/10/1978        | 2010-2011            | 26 (0)            | 6    | 2      | 0      |
| Frédéric Brillant      | France                           | Défenseur         | 26/06/1985        | 2011-2012, 2013-2015 | 116 (79)          | 13   | 16     | 0      |
| Danny Brouckaert       | Belgique                         | ?                 | 20/07/1965        | 1985-1990            | 0 (0)             | 0    | 0      | 0      |
| Yohan Brouckaert       | Belgique                         | Milieu de terrain | 30/10/1987        | 2010-2013            | 60 (18)           | 12   | 10     | 2      |
| Sven Brouckmeersch     | Belgique                         | Défenseur         | 21/10/1978        | 1998-1999            | 2 (2)             | 0    | 0      | 0      |
| Jens Brouns            | Belgique                         | Gardien d ebut    | 10/04/1988        | 2005-2008            | 0 (0)             | 0    | 0      | 0      |
| Andrew Bultynck        | Belgique                         | ?                 | 28/07/1986        | 2005-2008            | 44 (0)            | 2    | 7      | 0      |
| Piet Bultynck          | Belgique                         | ?                 | 21/10/1976        | 1997-1998            | 2 (0)             | 0    | 0      | 0      |
| Rocky Bushiri          | Belgique                         | Défenseur         | 30/11/1999        | 2017-2018            | 8 (8)             | 0    | 4      | 0      |
| Kyliaan Butsraen       | Belgique                         | Milieu de terrain | 23/08/1993        | 2010-2011, 2013      | 2 (0)             | 0    | 0      | 0      |
| Eric Buyse             | Belgique                         | ?                 | 27/03/1940        | 1970-1972            | 0 (0)             | 0    | 0      | 0      |

## C
| Joueur                 | Nationalité  | Position          | Date de naissance | Période(s)     | Matches (dont D1) | Buts | Jaunes | Rouges |
| ---------------------- | ------------ | ----------------- | ----------------- | -------------- | ----------------- | ---- | ------ | ------ |
| Marc Calcoen           | Belgique     | ?                 | 18/09/1958        | 1975-1977      | 0 (0)             | 0    | 0      | 0      |
| Fernando Canesin Matos | Brésil       | Milieu de terrain | 27/02/1992        | 2013-...       | 178 (164)         | 15   | 21     | 1      |
| Brecht Capon           | Belgique     | Défenseur         | 28/04/1988        | 2015-...       | 93 (85)           | 4    | 11     | 2      |
| Antonio Caramazza      | Belgique     | Milieu de terrain | 22/03/1983        | 2007-2008      | 32 (0)            | 8    | 2      | 0      |
| Julien Chendri         | France       | Milieu de terrain | 10/08/1986        | 2008-2010      | 54 (0)            | 4    | 4      | 0      |
| Jean Chopin            | Belgique     | Gardien de but    | 9/10/1994         | 2014-...       | 1 (1)             | 0    | 0      | 0      |
| Nico Claesen           | Belgique     | Attaquant         | 1/10/1962         | 1994-1996      | 53 (23)           | 33   | 2      | 4      |
| Frank Claeys           | Belgique     | ?                 | 6/10/1966         | 1985-1988      | 0 (0)             | 0    | 0      | 0      |
| Sven Clement           | Belgique     | ?                 | 3/05/1975         | 1994-1995      | 0 (0)             | 0    | 0      | 0      |
| Georges Colonnette     | France       | Milieu de terrain | 14/07/1978        | 2005-2007      | 28 (0)            | 1    | 1      | 0      |
| Ibrahima Conté         | Guinée       | Milieu de terrain | 3/04/1991         | 2016, 2017-... | 23 (17)           | 2    | 1      | 0      |
| Luc Coopman            | Belgique     | ?                 | 19/05/1966        | 1987-1988      | 0 (0)             | 0    | 0      | 0      |
| Sander Coopman         | Belgique     | Milieu de terrain | 12/03/1995        | 2018-...       | 0 (0)             | 0    | 0      | 0      |
| Nick Coppin            | Belgique     | Défenseur         | 18/08/1981        | 2000-2009      | 85 (0)            | 8    | 8      | 0      |
| Mathieu Cornet         | Belgique     | Attaquant         | 8/08/1990         | 2015           | 1 (1)             | 0    | 0      | 0      |
| Bill Cosman            | Belgique     | ?                 | 27/12/1962        | 1985-1986      | 0 (0)             | 0    | 0      | 0      |
| Grégory Cottez         | France       | Attaquant         | 14/01/1980        | 2001-2003      | 35 (0)            | 3    | 0      | 0      |
| Tom Coudeville         | Belgique     | Milieu de terrain | 27/01/1985        | 2003-2009      | 62 (1)            | 1    | 9      | 0      |
| Amadou Coulibaly       | Burkina Faso | Défenseur         | 31/12/1984        | 2009-2010      | 0 (0)             | 0    | 0      | 0      |
| Elimane Coulibaly      | Sénégal      | Attaquant         | 15/03/1980        | 2014-2015      | 31 (29)           | 6    | 2      | 1      |
| Bob Cousin             | France       | Milieu de terrain | 4/11/1981         | 2003-2004      | 30 (0)            | 11   | 6      | 1      |
| Niels Coussement       | Belgique     | Milieu de terrain | 2/02/1991         | 2009-2015      | 109 (24)          | 2    | 4      | 0      |
| Francis Couvreur       | Belgique     | Attaquant         | 11/12/1968        | 1992-1993      | 27 (0)            | 8    | 2      | 0      |
| Steven Creminger       | Belgique     | ?                 | ?                 | 1976-1977      | 0 (0)             | 0    | 0      | 0      |
| Davy Crombez           | Belgique     | Milieu de terrain | 8/06/1988         | 2006-2008      | 5 (0)             | 2    | 0      | 0      |
| David Crv              | Belgique     | Milieu de terrain | 1/05/1977         | 2003-2004      | 29 (0)            | 0    | 5      | 2      |
| Wim Cuffez             | Belgique     | Milieu de terrain | 27/12/1974        | 1991-2001      | 189 (48)          | 19   | 18     | 0      |
| Olivier Cuypers        | Belgique     | ?                 | 31/08/1979        | 1999-2000      | 0 (0)             | 0    | 0      | 0      |

## D
| Joueur                        | Nationalité | Position          | Date de naissance | Période(s)           | Matches (dont D1) | Buts | Jaunes | Rouges |
| ----------------------------- | ----------- | ----------------- | ----------------- | -------------------- | ----------------- | ---- | ------ | ------ |
| Luis-Manuel Da Silva Verde    | Brésil      | ?                 | 23/06/1963        | 1982-1987            | 0 (0)             | 0    | 0      | 0      |
| Rubin Dantschotter            | Belgique    | Gardien de but    | 18/02/1986        | 2010-2011            | 10 (0)            | 0    | 0      | 0      |
| Willy Dasseville              | Belgique    | ?                 | 22/05/1914        | 1945-1947            | 0 (0)             | 0    | 0      | 0      |
| Laurent Dauwe                 | Belgique    | Milieu de terrain | 16/01/1966        | 1998-1999            | 11 (11)           | 0    | 1      | 0      |
| Jan David                     | Belgique    | Défenseur         | 16/11/1958        | 1981-1982            | 0 (0)             | 0    | 0      | 0      |
| Paul David                    | Belgique    | ?                 | ?                 | 1966-1967            | 0 (0)             | 0    | 0      | 0      |
| Rik David                     | Belgique    | ?                 | 17/10/1967        | 1987-1990            | 0 (0)             | 0    | 0      | 0      |
| Bart De Backer                | Belgique    | ?                 | 27/06/1974        | 2001-2002            | 28 (0)            | 0    | 4      | 0      |
| Thomas De Bie                 | Belgique    | Gardien de but    | 29/01/1997        | 2017-...             | 0 (0)             | 0    | 0      | 0      |
| Laurens De Bock               | Belgique    | Défenseur         | 7/11/1992         | 2018-...             | 0 (0)             | 0    | 0      | 0      |
| Alain De Clercq               | Belgique    | Milieu de terrain | 18/05/1969        | 1999-2001            | 57 (0)            | 5    | 7      | 2      |
| Olivier De Cock               | Belgique    | Défenseur         | 9/11/1975         | 2009-2010            | 9 (0)             | 2    | 2      | 0      |
| Björn De Coninck              | Belgique    | Défenseur         | 20/07/1977        | 2006                 | 0 (0)             | 0    | 0      | 0      |
| Yvan De Corte                 | Belgique    | Gardien de but    | 29/08/1971        | 1998-1999            | 11 (11)           | 0    | 0      | 0      |
| Franky De Ghouy               | Belgique    | ?                 | 3/11/1965         | 1989-1991            | 0 (0)             | 0    | 0      | 0      |
| Nick De Groote                | Belgique    | ?                 | 10/10/1986        | 2005-2008            | 40 (0)            | 5    | 5      | 0      |
| Ronny De Groote               | Belgique    | ?                 | 13/08/1959        | 1977-1978            | 0 (0)             | 0    | 0      | 0      |
| Christophe De Loore           | Belgique    | Défenseur         | 22/06/1993        | 2011-2013            | 0 (0)             | 0    | 0      | 0      |
| Vincent De Meester            | Belgique    | ?                 | 27/09/1978        | 1996-1997            | 0 (0)             | 0    | 0      | 0      |
| Erik De Mey                   | Belgique    | Milieu de terrain | 17/11/1950        | 1980-1981            | 0 (0)             | 0    | 0      | 0      |
| Willy De Mey                  | Belgique    | ?                 | 17/11/1950        | 1981-1983            | 0 (0)             | 0    | 0      | 0      |
| Sam De Munter                 | Belgique    | Attaquant         | 10/09/1988        | 2011-2012            | 19 (0)            | 1    | 2      | 0      |
| Peter De Prez                 | Belgique    | ?                 | 22/08/1961        | 1978-1979            | 0 (0)             | 0    | 0      | 0      |
| Niels De Schutter             | Belgique    | Défenseur         | 8/08/1988         | 2012-2016            | 67 (63)           | 2    | 11     | 1      |
| Carlos De Steur               | Belgique    | Milieu de terrain | 7/11/1942         | 1976-1977            | 0 (0)             | 0    | 0      | 0      |
| Sylvère De Vadder             | Belgique    | ?                 | 24/08/1913        | 1933-1938            | 0 (0)             | 0    | 0      | 0      |
| Bartel De Waele               | Belgique    | Milieu de terrain | 25/12/1961        | 1990-1995            | 127 (55)          | 18   | 21     | 3      |
| Bjorn De Wilde                | Belgique    | Attaquant         | 1/05/1979         | 2004-2005            | 12 (12)           | 2    | 0      | 0      |
| Redgy De Wilde                | Belgique    | ?                 | 27/06/1958        | 1978-1981            | 0 (0)             | 0    | 0      | 0      |
| Virgil De Windt               | Belgique    | Gardien de but    | 25/01/1978        | 1997-2001            | 9 (1)             | 0    | 0      | 1      |
| Jimmy De Wulf                 | Belgique    | Défenseur         | 9/06/1980         | 2008-2009            | 33 (0)            | 0    | 3      | 0      |
| Alain De Zutter               | Belgique    | ?                 | 10/02/1951        | 1974-1976            | 0 (0)             | 0    | 0      | 0      |
| Christophe De Zutter          | Belgique    | ?                 | 9/11/1979         | 1999-2000            | 0 (0)             | 0    | 0      | 0      |
| David Debevere                | Belgique    | ?                 | 20/08/1977        | 1996-1997            | 0 (0)             | 0    | 0      | 0      |
| Kevin Deblauwe                | Belgique    | ?                 | 17/05/1984        | 2001-2002            | 1 (0)             | 0    | 0      | 0      |
| Glenn Decaesstecker           | Belgique    | Gardien de but    | 12/12/1975        | 1995-1997, 2005-2006 | 90 (0)            | 0    | 1      | 0      |
| Kristof Decaestecker          | Belgique    | ?                 | 14/09/1987        | 2005-2007            | 0 (0)             | 0    | 0      | 0      |
| Dwight Decerf                 | Belgique    | ?                 | 21/06/1969        | 1985-1986            | 0 (0)             | 0    | 0      | 0      |
| Jean-Pierre Deckmyn           | Belgique    | ?                 | 29/11/1966        | 1985-1987            | 0 (0)             | 0    | 0      | 0      |
| Jurgen Declercq               | Belgique    | ?                 | 26/04/1974        | 1990-1991            | 1 (0)             | 0    | 0      | 0      |
| Kris Deglas                   | Belgique    | ?                 | 15/11/1971        | 2001-2002            | 19 (0)            | 1    | 1      | 0      |
| Giovanni Dekeyser             | Belgique    | Milieu de terrain | 10/12/1976        | 2005-2006            | 4 (0)             | 0    | 0      | 0      |
| Yannick Dekeyzer              | Belgique    | Attaquant         | 5/03/1988         | 2005-2009            | 63 (0)            | 4    | 1      | 0      |
| Guido Dekuyper                | Belgique    | ?                 | 26/12/1965        | 1984-1985            | 0 (0)             | 0    | 0      | 0      |
| Henri Delheye                 | Belgique    | ?                 | 7/02/1978         | 1997-1999            | 4 (0)             | 0    | 0      | 0      |
| Thibault Deliens              | Belgique    | Milieu de terrain | 26/01/1980        | 1998-2000            | 1 (1)             | 0    | 0      | 0      |
| Jochen Delrue                 | Belgique    | Défenseur         | 26/04/1988        | 2006-2007            | 0 (0)             | 0    | 0      | 0      |
| Jürgen Delrue                 | Belgique    | Attaquant         | 26/01/1985        | 2003-2005            | 7 (4)             | 0    | 0      | 0      |
| Grégory Delwarte              | Belgique    | Gardien de but    | 30/01/1978        | 2009-2011            | 50 (0)            | 0    | 3      | 1      |
| Patrick Deman                 | Belgique    | Gardien de but    | 4/03/1953         | 1974-1980            | 0 (0)             | 0    | 0      | 0      |
| Abdoulaye Demba               | Mali        | Attaquant         | 2/11/1976         | 2001-2003            | 41 (0)            | 21   | 1      | 1      |
| Mario Deplacie                | Belgique    | ?                 | 20/12/1982        | 2000-2002            | 0 (0)             | 0    | 0      | 0      |
| Laurent Depoitre              | Belgique    | Attaquant         | 7/12/1988         | 2012-2014            | 32 (31)           | 9    | 4      | 0      |
| Peter Deprez                  | Belgique    | ?                 | 22/08/1961        | 1984-1985            | 0 (0)             | 0    | 0      | 0      |
| Roger Depuysseleyr            | Belgique    | ?                 | ?                 | 1970-1973            | 0 (0)             | 0    | 0      | 0      |
| Guillaume Dequaire            | Belgique    | Défenseur         | 11/10/1990        | 2012-2013            | 0 (0)             | 0    | 0      | 0      |
| Björn Derycke                 | Belgique    | Attaquant         | 24/07/1979        | 1998-2001            | 59 (14)           | 6    | 4      | 1      |
| Sven Derycke                  | Belgique    | ?                 | 18/03/1982        | 1999-2002            | 18 (0)            | 2    | 6      | 0      |
| Bart Deschacht                | Belgique    | Défenseur         | 8/06/1972         | 1993-1995            | 2 (2)             | 0    | 0      | 0      |
| Laurent Deschacht             | Belgique    | ?                 | 23/02/1967        | 1987-1990            | 0 (0)             | 0    | 0      | 0      |
| Marc Deschacht                | Belgique    | ?                 | 17/04/1961        | 1980-1981            | 0 (0)             | 0    | 0      | 0      |
| Philippe Deschacht            | Belgique    | ?                 | 21/07/1959        | 1975-1976            | 0 (0)             | 0    | 0      | 0      |
| Xavier Deschacht              | Belgique    | Attaquant         | 28/05/1985        | 2009-2010            | 16 (0)            | 2    | 0      | 0      |
| Marc Desitter                 | Belgique    | ?                 | 5/01/1966         | 1986-1987            | 0 (0)             | 0    | 0      | 0      |
| Jan Desmit                    | Belgique    | Défenseur         | 9/05/1969         | 1991-1993            | 55 (0)            | 12   | 7      | 1      |
| Rik Desplancke                | Belgique    | ?                 | 15/08/1962        | 1987-1988            | 0 (0)             | 0    | 0      | 0      |
| Marc Desport                  | Belgique    | ?                 | 8/10/1968         | 1987-1988            | 0 (0)             | 0    | 0      | 0      |
| Denis Dessaer                 | Belgique    | Défenseur         | 17/06/1983        | 2013-2014            | 19 (19)           | 1    | 2      | 0      |
| Frédéric Deswarte             | Belgique    | ?                 | 9/12/1972         | 2001-2002            | 26 (0)            | 4    | 1      | 0      |
| Marc Devos                    | Belgique    | ?                 | 11/08/1966        | 1985-1987            | 0 (0)             | 0    | 0      | 0      |
| Luc Devroe                    | Belgique    | Gardien de but    | 16/12/1965        | 1990-1995            | 4 (0)             | 0    | 0      | 0      |
| Danny Devuyst                 | Belgique    | Défenseur         | 1/04/1970         | 1986-2001            | 226 (62)          | 0    | 24     | 2      |
| Kenny Devuyst                 | Belgique    | Défenseur         | 28/12/1977        | 1998-1999            | 24 (24)           | 2    | 3      | 0      |
| Jean-Marie Dewaele            | Belgique    | ?                 | 10/10/1971        | 1990-1993            | 3 (0)             | 0    | 0      | 0      |
| René Deweert                  | Belgique    | ?                 | ?                 | 1966-1967            | 0 (0)             | 0    | 0      | 0      |
| Robbie D'Haese                | Belgique    | Attaquant         | 25/02/1999        | 2017-...             | 7 (7)             | 0    | 0      | 0      |
| Bruno D'Hondt                 | Belgique    | ?                 | 29/03/1969        | 1988-1990            | 0 (0)             | 0    | 0      | 0      |
| Jacques D'Hondt               | Belgique    | ?                 | ?                 | 1974-1977            | 0 (0)             | 0    | 0      | 0      |
| Stefaan D'Hondt               | Belgique    | Milieu de terrain | 15/05/1975        | 1996-1997            | 21 (0)            | 0    | 1      | 0      |
| Dominique D'Hooge             | Belgique    | Défenseur         | 12/08/1977        | 1999-2001            | 58 (0)            | 1    | 11     | 1      |
| Henri D'Hulster               | Belgique    | ?                 | 23/02/1948        | 1974-1983            | 0 (0)             | 0    | 0      | 0      |
| Ibrahima Diallo               | Guinée      | Défenseur         | 16/09/1985        | 2010-2011            | 27 (0)            | 1    | 5      | 0      |
| Dwayne Dildick                | Belgique    | Défenseur         | 25/04/1989        | 2009-2010            | 0 (0)             | 0    | 0      | 0      |
| Landry Dimata                 | Belgique    | Attaquant         | 1/09/1997         | 2016-2017            | 34 (29)           | 14   | 3      | 0      |
| Frédéric Dindeleux            | France      | Défenseur         | 16/01/1974        | 2008-2009            | 27 (0)            | 0    | 3      | 0      |
| Mahamadou Dissa               | Mali        | Attaquant         | 18/05/1979        | 2011-2013            | 32 (0)            | 10   | 0      | 1      |
| Serge Djamba-Shango           | Belgique    | Milieu de terrain | 20/02/1982        | 2004-2005            | 20 (20)           | 2    | 3      | 0      |
| Rosas Junior Domingos Marinho | Brésil      | Milieu de terrain | 21/09/1975        | 2004-2005            | 8 (8)             | 0    | 1      | 0      |
| Frank Ducheyne                | Belgique    | ?                 | 31/01/1954        | 1975-1979            | 0 (0)             | 0    | 0      | 0      |
| Marc Ducheyne                 | Belgique    | ?                 | 7/12/1975         | 1995-1997            | 12 (0)            | 0    | 1      | 0      |
| Guy Duhamel                   | Belgique    | ?                 | 25/06/1964        | 1988-1989            | 0 (0)             | 0    | 0      | 0      |
| Jérémy Dumesnil               | France      | Gardien de but    | 22/06/1986        | 2008-2014            | 52 (6)            | 0    | 1      | 0      |
| Filip Duquet                  | Belgique    | ?                 | 2/01/1967         | 1987-1990            | 0 (0)             | 0    | 0      | 0      |
| William Dutoit                | France      | Gardien de but    | 18/09/1988        | 2017-...             | 42 (38)           | 0    | 4      | 0      |
| Ivica Džidić                  | Croatie     | Défenseur         | 8/02/1984         | 2009-2010            | 31 (0)            | 1    | 4      | 1      |

## E
| Joueur              | Nationalité | Position          | Date de naissance | Période(s) | Matches (dont D1) | Buts | Jaunes | Rouges |
| ------------------- | ----------- | ----------------- | ----------------- | ---------- | ----------------- | ---- | ------ | ------ |
| Tony Eecloo         | Belgique    | Milieu de terrain | 10/08/1983        | 1999-2001  | 38 (0)            | 5    | 2      | 0      |
| Vincent Ehouman     | France      | Attaquant         | 11/06/1977        | 2007-2008  | 28 (0)            | 4    | 2      | 0      |
| Yassine El Ghanassy | Belgique    | Milieu de terrain | 12/07/1990        | 2015-2017  | 60 (54)           | 9    | 8      | 0      |
| Yves Essende        | Zaïre       | Attaquant         | 28/08/1968        | 1988-1992  | 58 (0)            | 35   | 1      | 1      |
| Achraf Essikal      | Belgique    | Défenseur         | 3/01/1986         | 2011-2012  | 26 (0)            | 1    | 7      | 0      |
| Benny Eyland        | Belgique    | ?                 | 10/03/1959        | 1975-1981  | 0 (0)             | 0    | 0      | 0      |
| Gregory Eyland      | Belgique    | ?                 | 6/03/1988         | 2005-2006  | 1 (0)             | 0    | 0      | 0      |

## F
| Joueur                 | Nationalité | Position          | Date de naissance | Période(s) | Matches (dont D1) | Buts | Jaunes | Rouges |
| ---------------------- | ----------- | ----------------- | ----------------- | ---------- | ----------------- | ---- | ------ | ------ |
| Wout Faes              | Belgique    | Défenseur         | 3/04/1998         | 2018-...   | 0 (0)             | 0    | 0      | 0      |
| Nilson Fernandes       | Belgique    | ?                 | 22/04/1982        | 2003-2004  | 6 (0)             | 0    | 1      | 0      |
| Rudison Ferreira       | Brésil      | Milieu de terrain | 15/02/1983        | 2008-2009  | 30 (0)            | 4    | 1      | 0      |
| Grégory Ferreira-Lino  | France      | Milieu de terrain | 30/03/1980        | 2010-2011  | 17 (0)            | 6    | 1      | 0      |
| Thierry Flies          | Belgique    | ?                 | 19/12/1977        | 1998-1999  | 20 (20)           | 1    | 3      | 0      |
| Thomas Foket           | Belgique    | Attaquant         | 25/09/1994        | 2013-2014  | 26 (26)           | 0    | 0      | 0      |
| Peter Fort             | Belgique    | ?                 | 8/12/1963         | 1981-1984  | 0 (0)             | 0    | 0      | 0      |
| Antem Francem          | Belgique    | ?                 | 19/09/1956        | 1982-1983  | 0 (0)             | 0    | 0      | 0      |
| Giovanni Franco-Simoes | Belgique    | Milieu de terrain | 16/06/1992        | 2010-2013  | 1 (0)             | 0    | 0      | 0      |

## G
| Joueur              | Nationalité   | Position          | Date de naissance | Période(s) | Matches (dont D1) | Buts | Jaunes | Rouges |
| ------------------- | ------------- | ----------------- | ----------------- | ---------- | ----------------- | ---- | ------ | ------ |
| Zinho Gano          | Belgique      | Attaquant         | 13/10/1993        | 2017-2018  | 34 (31)           | 11   | 2      | 0      |
| Jean-Pierre Gardin  | Belgique      | Milieu de terrain | 19/02/1949        | 1977-1978  | 0 (0)             | 0    | 0      | 0      |
| Johan Geeraerts     | Belgique      | Milieu de terrain | 18/06/1973        | 1996-1998  | 58 (0)            | 16   | 11     | 0      |
| Lionel Gendarme     | Belgique      | Défenseur         | 20/02/1989        | 2012-2013  | 0 (0)             | 0    | 0      | 0      |
| David Gérard        | Belgique      | Milieu de terrain | 22/11/1971        | 1992-1995  | 35 (10)           | 0    | 9      | 0      |
| Hans Gérard         | Belgique      | ?                 | 1/04/1936         | 1965-1967  | 0 (0)             | 0    | 0      | 0      |
| Jozef Gérard        | Belgique      | ?                 | 11/08/1938        | 1966-1967  | 0 (0)             | 0    | 0      | 0      |
| Thomas Gheysen      | Belgique      | Gardien de but    | 25/03/1994        | 2011-2012  | 0 (0)             | 0    | 0      | 0      |
| Guy Ghysel          | Belgique      | ?                 | 6/09/1962         | 1982-1984  | 0 (0)             | 0    | 0      | 0      |
| Jens Ghysel         | Belgique      | Défenseur         | 4/03/1991         | 2010-2011  | 5 (0)             | 0    | 1      | 0      |
| Julien Gibert       | France        | Défenseur         | 9/08/1978         | 2005-2006  | 26 (0)            | 3    | 5      | 0      |
| Pascal Gilliaert    | Belgique      | ?                 | 20/06/1973        | 1991-1993  | 1 (0)             | 0    | 0      | 0      |
| Bruno Godeau        | Belgique      | Défenseur         | 10/05/1992        | 2016-2017  | 38 (33)           | 2    | 5      | 0      |
| Saviour Godwin      | Nigeria       | Attaquant         | 22/08/1996        | 2015-2016  | 6 (6)             | 1    | 0      | 0      |
| Cyriac Gohi Bi Zoro | Côte d'Ivoire | Attaquant         | 5/08/1990         | 2015-2016  | 60 (56)           | 21   | 2      | 1      |
| Laurent Gomez       | Belgique      | Milieu de terrain | 24/08/1984        | 2006-2008  | 46 (0)            | 0    | 4      | 0      |
| Wilfrid Grandisson  | France        | Attaquant         | 11/02/1986        | 2008-2009  | 28 (0)            | 9    | 2      | 0      |
| Adam Griffiths      | Australie     | Défenseur         | 21/08/1979        | 2004-2005  | 27 (27)           | 0    | 3      | 0      |
| Marc-Éric Gueï      | Côte d'Ivoire | Attaquant         | 28/07/1980        | 2007-2009  | 29 (0)            | 18   | 1      | 1      |
| Daby Gueye          | France        | Défenseur         | 20/02/1989        | 2011-2012  | 28 (0)            | 1    | 9      | 0      |
| Sindrit Guri        | Albanie       | Attaquant         | 23/10/1993        | 2018-...   | 0 (0)             | 0    | 0      | 0      |

## H
| Joueur                | Nationalité | Position          | Date de naissance | Période(s) | Matches (dont D1) | Buts | Jaunes | Rouges |
| --------------------- | ----------- | ----------------- | ----------------- | ---------- | ----------------- | ---- | ------ | ------ |
| Dimitri Habran        | Belgique    | Gardien de but    | 22/08/1975        | 2004-2005  | 29 (29)           | 0    | 3      | 3      |
| Hedwig Hagers         | Belgique    | ?                 | 24/07/1958        | 1981-1988  | 0 (0)             | 0    | 0      | 0      |
| Noureddine Hamouch    | Maroc       | Défenseur         | 20/05/1975        | 1997-2001  | 103 (11)          | 12   | 5      | 0      |
| Remco Heerkens        | Pays-Bas    | Milieu de terrain | 4/07/1977         | 2005-2006  | 29 (0)            | 1    | 3      | 0      |
| Michael Kafui Helegbe | Ghana       | Milieu de terrain | 15/09/1985        | 2009-2010  | 25 (0)            | 4    | 1      | 1      |
| Jimmy Hempte          | Belgique    | Défenseur         | 24/03/1982        | 2013-2015  | 26 (25)           | 0    | 5      | 0      |
| Rudi Hendrickx        | Belgique    | ?                 | 7/09/1962         | 1983-1984  | 0 (0)             | 0    | 0      | 0      |
| Alain Heughebaert     | Belgique    | ?                 | 19/07/1955        | 1976-1977  | 0 (0)             | 0    | 0      | 0      |
| Patrick Heusequin     | Belgique    | ?                 | 5/06/1963         | 1981-1982  | 0 (0)             | 0    | 0      | 0      |
| Christophe Heyrick    | Belgique    | ?                 | 8/05/1980         | 1999-2000  | 0 (0)             | 0    | 0      | 0      |
| Dirk Hinderyckx       | Belgique    | Attaquant         | 15/12/1956        | 1986-1990  | 0 (0)             | 0    | 0      | 0      |
| Carl Hoefkens         | Belgique    | Défenseur         | 6/10/1978         | 2014-2015  | 19 (18)           | 1    | 7      | 0      |
| Patrick Hogie         | Belgique    | ?                 | 9/01/1956         | 1989-1992  | 42 (0)            | 9    | 1      | 0      |
| Yves Holsteyn         | Belgique    | ?                 | 20/09/1970        | 1990-1991  | 18 (0)            | 0    | 1      | 0      |
| Nicolas Houdart       | Belgique    | ?                 | 25/09/1982        | 2000-2003  | 13 (0)            | 0    | 2      | 0      |
| Samy Houri            | France      | Milieu de terrain | 9/08/1985         | 2009-2011  | 38 (0)            | 6    | 2      | 0      |
| Yvan Hubroeck         | Belgique    | ?                 | ?                 | 1974-1978  | 0 (0)             | 0    | 0      | 0      |
| Kris Huybens          | Belgique    | ?                 | 20/08/1959        | 1977-1979  | 0 (0)             | 0    | 0      | 0      |

## I
| Joueur            | Nationalité | Position          | Date de naissance | Période(s) | Matches (dont D1) | Buts | Jaunes | Rouges |
| ----------------- | ----------- | ----------------- | ----------------- | ---------- | ----------------- | ---- | ------ | ------ |
| Gabriel Iribarren | Argentine   | Milieu de terrain | 6/08/1981         | 2008-2009  | 5 (0)             | 0    | 0      | 1      |

## J
| Joueur             | Nationalité    | Position          | Date de naissance | Période(s) | Matches (dont D1) | Buts | Jaunes | Rouges |
| ------------------ | -------------- | ----------------- | ----------------- | ---------- | ----------------- | ---- | ------ | ------ |
| Gary Jackson       | Belgique       | ?                 | 30/09/1964        | 1987-1988  | 0 (0)             | 0    | 0      | 0      |
| Andile Jali        | Afrique du Sud | Milieu de terrain | 10/04/1990        | 2014-2018  | 125 (115)         | 2    | 15     | 2      |
| Zdzisław Janik     | Pologne        | Milieu de terrain | 11/11/1964        | 1993-1995  | 43 (43)           | 6    | 6      | 1      |
| Carl Jegers        | Belgique       | ?                 | 24/12/1968        | 1992-1993  | 1 (0)             | 0    | 0      | 0      |
| Éric Joly          | France         | Milieu de terrain | 6/10/1972         | 2004-2006  | 16 (16)           | 2    | 4      | 0      |
| Kris Jonckheere    | Belgique       | ?                 | 11/12/1963        | 1983-1991  | 30 (0)            | 10   | 1      | 0      |
| Michiel Jonckheere | Belgique       | Milieu de terrain | 3/01/1990         | 2011-...   | 134 (97)          | 14   | 25     | 1      |
| Thijs Jonckheere   | Belgique       | Défenseur         | 23/12/1992        | 2010-2012  | 3 (0)             | 0    | 0      | 0      |
| Glenn Joosens      | Belgique       | ?                 | 28/03/1976        | 1995-1997  | 4 (0)             | 0    | 0      | 0      |
| Rico Jordi         | Belgique       | Milieu de terrain | 5/09/1990         | 2008-2012  | 53 (0)            | 6    | 6      | 1      |
| Mossi Juma         | Belgique       | ?                 | 7/07/1973         | 1998-1999  | 0 (0)             | 0    | 0      | 0      |

## K
| Joueur                | Nationalité                      | Position          | Date de naissance | Période(s) | Matches (dont D1) | Buts | Jaunes | Rouges |
| --------------------- | -------------------------------- | ----------------- | ----------------- | ---------- | ----------------- | ---- | ------ | ------ |
| Yannick Kamanan       | France                           | Attaquant         | 5/10/1981         | 2005-2006  | 29 (0)            | 6    | 5      | 0      |
| Georgios Kaminiaris   | Grèce                            | Défenseur         | 20/10/1988        | 2012-2014  | 1 (1)             | 0    | 0      | 0      |
| Mohamed Kanu          | Sierra Leone                     | Défenseur         | 5/07/1968         | 1996-1998  | 54 (0)            | 2    | 10     | 0      |
| Yasin Karaca          | Turquie                          | Milieu de terrain | 16/12/1983        | 2004-2005  | 17 (17)           | 0    | 3      | 0      |
| Xavier Kerckhove      | Belgique                         | Gardien de but    | 27/08/1991        | 2007-2010  | 1 (0)             | 0    | 0      | 0      |
| John Kerr             | Angleterre                       | Attaquant         | 23/11/1959        | 1986-1988  | 0 (0)             | 0    | 0      | 0      |
| Kayode Keshinro       | Niger                            | Attaquant         | 25/12/1972        | 1993-1996  | 80 (48)           | 18   | 3      | 0      |
| Lorenz Kindtner       | Australie                        | Défenseur         | 13/10/1971        | 1996-1999  | 86 (26)           | 15   | 6      | 0      |
| Constant Kipré Kaiper | Côte d'Ivoire                    | Attaquant         | 6/10/1983         | 2007-2008  | 8 (0)             | 0    | 1      | 0      |
| Mulopo Kudimbana      | République démocratique du Congo | Gardien de but    | 21/01/1987        | 2012-2013  | 7 (7)             | 0    | 0      | 0      |
| Erdinc Kurtulus       | Belgique                         | Défenseur         | 25/11/1985        | 2006-2007  | 24 (0)            | 0    | 5      | 0      |

## L
| Joueur              | Nationalité                      | Position          | Date de naissance | Période(s)           | Matches (dont D1) | Buts | Jaunes | Rouges |
| ------------------- | -------------------------------- | ----------------- | ----------------- | -------------------- | ----------------- | ---- | ------ | ------ |
| Arnold Lagast       | Belgique                         | ?                 | ?                 | 1974-1975            | 0 (0)             | 0    | 0      | 0      |
| Jean-Claude Lagrou  | Belgique                         | ?                 | 1/08/1970         | 1997-1998            | 26 (0)            | 1    | 3      | 0      |
| James Lahousse      | Belgique                         | Défenseur         | 9/11/1982         | 2009-2011            | 57 (0)            | 3    | 8      | 1      |
| Thor Laleman        | Belgique                         | Attaquant         | 26/04/1989        | 2008-2011            | 73 (0)            | 17   | 8      | 1      |
| Bert Lamaire        | Belgique                         | Défenseur         | 28/04/1971        | 1999-2000            | 28 (0)            | 1    | 2      | 1      |
| Sidney Lammens      | Belgique                         | Milieu de terrain | 14/06/1977        | 1994-2007            | 150 (38)          | 5    | 13     | 1      |
| Jürgen Landuyt      | Belgique                         | Défenseur         | 29/07/1979        | 2002-2006            | 113 (33)          | 7    | 31     | 2      |
| Alexandre Lauriente | France                           | Milieu de terrain | 19/11/1989        | 2010-2011            | 7 (0)             | 0    | 0      | 0      |
| Christophe Lauwers  | Belgique                         | Attaquant         | 17/09/1972        | 2003-2005            | 34 (4)            | 11   | 7      | 0      |
| Enzo Lecluyse       | Belgique                         | Gardien de but    | 1/06/1994         | 2010-2012            | 0 (0)             | 0    | 0      | 0      |
| Alexandre Lecomte   | France                           | Attaquant         | 22/06/1980        | 2003-2004            | 31 (0)            | 15   | 5      | 1      |
| Peter Leysen        | Belgique                         | ?                 | 22/05/1964        | 1985-1986            | 0 (0)             | 0    | 0      | 0      |
| Philippe Liard      | France                           | Milieu de terrain | 16/01/1985        | 2007-2010            | 75 (0)            | 2    | 17     | 2      |
| Sébastien Locigno   | Belgique                         | Défenseur         | 2/03/1995         | 2015-2016            | 7 (7)             | 0    | 1      | 1      |
| Yannick Loemba      | République démocratique du Congo | Attaquant         | 21/04/1990        | 2015-2016            | 9 (8)             | 0    | 1      | 0      |
| Serge Logghe        | Belgique                         | ?                 | ?                 | 1976-1978            | 0 (0)             | 0    | 0      | 0      |
| Nicolas Lombaerts   | Belgique                         | Défenseur         | 20/03/1985        | 2017-...             | 33 (30)           | 1    | 8      | 0      |
| Christof Loosveldt  | Belgique                         | ?                 | 8/01/1971         | 1991-1992            | 0 (0)             | 0    | 0      | 0      |
| Lionel Lord         | Pays-Bas                         | Attaquant         | 3/11/1980         | 2006-2008            | 37 (0)            | 15   | 6      | 1      |
| Xavier Luissint     | France                           | Défenseur         | 13/01/1984        | 2008-2015            | 158 (43)          | 12   | 45     | 2      |
| Jordan Lukaku       | Belgique                         | Défenseur         | 25/07/1994        | 2013-2016            | 79 (78)           | 3    | 6      | 1      |
| Roger Lukaku        | République démocratique du Congo | Attaquant         | 6/06/1967         | 1998-1999            | 20 (20)           | 2    | 0      | 0      |
| Christophe Lycke    | Belgique                         | Gardien de but    | 21/06/1966        | 1984-1985, 1986-1996 | 162 (56)          | 0    | 3      | 0      |

## M
| Joueur                   | Nationalité                      | Position          | Date de naissance | Période(s) | Matches (dont D1) | Buts | Jaunes | Rouges |
| ------------------------ | -------------------------------- | ----------------- | ----------------- | ---------- | ----------------- | ---- | ------ | ------ |
| Dirk Maene               | Belgique                         | ?                 | 16/10/1959        | 1981-1988  | 0 (0)             | 8    | 0      | 0      |
| Daniel Maes              | Belgique                         | Défenseur         | 7/07/1966         | 1993-1996  | 95 (64)           | 3    | 7      | 1      |
| Rudy Maesen              | Belgique                         | Gardien de but    | 12/09/1964        | 1982-1986  | 0 (0)             | 0    | 0      | 0      |
| Frank Magerman           | Belgique                         | Milieu de terrain | 9/11/1977         | 1999-2003  | 92 (0)            | 9    | 12     | 0      |
| Ricardo Magro            | Belgique                         | Attaquant         | 3/09/1982         | 2005-2006  | 23 (0)            | 2    | 2      | 0      |
| Stijn Mahieu             | Belgique                         | Milieu de terrain | 28/06/1982        | 2002-2003  | 29 (0)            | 4    | 4      | 0      |
| Saimy Mahjoub            | Belgique                         | ?                 | 31/05/1979        | 1997-1998  | 1 (0)             | 0    | 0      | 0      |
| Bureima Maiga            | Burkina Faso                     | Milieu de terrain | 15/11/1983        | 2007-2008  | 19 (0)            | 2    | 3      | 0      |
| Eddy Makelberge          | Belgique                         | ?                 | 26/11/1957        | 1976-1982  | 0 (0)             | 0    | 0      | 0      |
| Mehdi Makhloufi          | France                           | Milieu de terrain | 14/10/1978        | 2003-2004  | 29 (0)            | 7    | 8      | 0      |
| Jean-Marie Makumaya      | Belgique                         | ?                 | 12/12/1963        | 1990-1991  | 0 (0)             | 0    | 0      | 0      |
| Sandro Malfoy            | Belgique                         | Gardien de but    | 24/08/1992        | 2008-2009  | 0 (0)             | 0    | 0      | 0      |
| Laurent Manuel           | France                           | Défenseur         | 27/04/1986        | 2009-2010  | 3 (0)             | 0    | 2      | 0      |
| Francesco Marino         | Italie                           | Attaquant         | 26/12/1970        | 2004-2005  | 17 (17)           | 1    | 2      | 0      |
| François Marquet         | Belgique                         | Milieu de terrain | 17/04/1995        | 2018-...   | 0 (0)             | 0    | 0      | 0      |
| Gertjan Martens          | Belgique                         | Défenseur         | 20/09/1988        | 2010-2014  | 68 (8)            | 6    | 12     | 0      |
| Adam Marušić             | Monténégro                       | Milieu de terrain | 17/10/1992        | 2016-2017  | 40 (36)           | 5    | 10     | 0      |
| Kurt Massenhove          | Belgique                         | ?                 | 18/02/1960        | 1980-1981  | 0 (0)             | 0    | 0      | 0      |
| Jan Masureel             | Belgique                         | Défenseur         | 6/09/1981         | 2007-2008  | 31 (0)            | 4    | 6      | 3      |
| Bart Mauro               | Belgique                         | Défenseur         | 8/04/1968         | 1994-1995  | 19 (19)           | 0    | 1      | 0      |
| Aurélien Mazel           | France                           | Défenseur         | 24/11/1982        | 2006-2007  | 28 (0)            | 2    | 2      | 1      |
| Jozef Melis              | Belgique                         | ?                 | 28/08/1919        | 1951-1952  | 0 (0)             | 0    | 0      | 0      |
| Marc Mertens             | Belgique                         | Défenseur         | 27/09/1960        | 1996-1997  | 33 (0)            | 3    | 2      | 0      |
| Benny Mestdagh           | Belgique                         | ?                 | 24/07/1962        | 1982-1983  | 0 (0)             | 0    | 0      | 0      |
| Harold Meyssen           | Belgique                         | Milieu de terrain | 24/07/1971        | 2006-2008  | 51 (0)            | 4    | 7      | 1      |
| Antonio Milić            | Croatie                          | Défenseur         | 10/03/1994        | 2015-2018  | 116 (106)         | 9    | 15     | 1      |
| Dominique Mille          | Belgique                         | ?                 | 29/03/1962        | 1978-1979  | 0 (0)             | 0    | 0      | 0      |
| Milenko Milošević        | Bosnie-Herzégovine               | Milieu de terrain | 13/11/1976        | 2007-2008  | 15 (0)            | 0    | 5      | 1      |
| Goran Milović            | Croatie                          | Défenseur         | 29/01/1989        | 2018-...   | 0 (0)             | 0    | 0      | 0      |
| Vladislav Mirchev        | Bulgarie                         | Attaquant         | 23/01/1987        | 2010-2011  | 11 (0)            | 2    | 2      | 0      |
| Jean-Jacques Missé-Missé | Cameroun                         | Attaquant         | 7/08/1968         | 2002-2003  | 28 (0)            | 18   | 0      | 0      |
| Rudy Moerman             | Belgique                         | ?                 | 13/02/1963        | 1988-1989  | 0 (0)             | 0    | 0      | 0      |
| Mohamed Mohyeldin        | Égypte                           | Milieu de terrain | 2/02/1990         | 2010-2011  | 9 (0)             | 0    | 1      | 0      |
| Benjamin Mokulu          | République démocratique du Congo | Attaquant         | 11/10/1989        | 2008-2010  | 44 (0)            | 19   | 5      | 4      |
| Stéphane Monnier         | Belgique                         | ?                 | 13/09/1973        | 1993-1994  | 0 (0)             | 0    | 0      | 0      |
| Wouter Moreels           | Belgique                         | Attaquant         | 6/06/1985         | 2012-2013  | 4 (4)             | 0    | 0      | 0      |
| Gilbert Moull            | Belgique                         | ?                 | 10/10/1947        | 1974-1979  | 0 (0)             | 0    | 0      | 0      |
| Antoine Mukala Kabemba   | République démocratique du Congo | Attaquant         | 16/08/1974        | 1998-1999  | 15 (15)           | 1    | 3      | 0      |
| Robin Muller van Moppes  | Pays-Bas                         | Milieu de terrain | 10/05/1984        | 2006-2008  | 30 (0)            | 5    | 5      | 0      |
| Nyasha Mushekwi          | Zimbabwe                         | Attaquant         | 21/08/1987        | 2013-2014  | 21 (20)           | 2    | 2      | 0      |
| Knowledge Musona         | Zimbabwe                         | Attaquant         | 21/06/1990        | 2015-2018  | 112 (104)         | 41   | 11     | 2      |
| Nico Muyllaert           | Belgique                         | ?                 | 13/09/1960        | 1981-1987  | 0 (0)             | 0    | 0      | 0      |

## N
| Joueur           | Nationalité          | Position          | Date de naissance | Période(s) | Matches (dont D1) | Buts | Jaunes | Rouges |
| ---------------- | -------------------- | ----------------- | ----------------- | ---------- | ----------------- | ---- | ------ | ------ |
| Günther Nasdalla | Allemagne de l'Ouest | Attaquant         | 1/10/1945         | 1978-1979  | 0 (0)             | 0    | 0      | 0      |
| Logan Ndenbe     | Belgique             | Défenseur         | 9/02/2000         | 2018-...   | 3 (3)             | 0    | 0      | 0      |
| Johnny Nierynck  | Belgique             | Défenseur         | 7/01/1973         | 1990-2000  | 222 (70)          | 6    | 31     | 1      |
| Marco Nijs       | Belgique             | Milieu de terrain | 11/09/1979        | 2004-2005  | 27 (27)           | 5    | 9      | 2      |
| Aristote Nkaka   | Belgique             | Milieu de terrain | 27/03/1996        | 2018-...   | 11 (11)           | 0    | 1      | 2      |
| Ronny Nobus      | Belgique             | ?                 | ?                 | 1966-1967  | 0 (0)             | 0    | 0      | 0      |
| Luc Noë          | Belgique             | ?                 | 21/02/1957        | 1977-1980  | 0 (0)             | 0    | 0      | 0      |
| Marc Notredame   | Belgique             | ?                 | 11/03/1971        | 1996-1997  | 25 (0)            | 5    | 3      | 0      |
| Yannick Nys      | Belgique             | ?                 | 29/03/1965        | 1984-1987  | 0 (0)             | 0    | 0      | 0      |

## O
| Joueur            | Nationalité | Position          | Date de naissance | Période(s)           | Matches (dont D1) | Buts | Jaunes | Rouges |
| ----------------- | ----------- | ----------------- | ----------------- | -------------------- | ----------------- | ---- | ------ | ------ |
| Lloyd Anthony Obi | Angleterre  | Attaquant         | 15/09/1965        | 1987-1993, 1994-1995 | 75 (1)            | 29   | 0      | 2      |
| Paul Okon         | Australie   | Défenseur         | 5/04/1972         | 2003-2005            | 44 (33)           | 0    | 2      | 0      |
| Fabrice Ondoa     | Cameroun    | Gardien de but    | 24/12/1995        | 2018-...             | 0 (0)             | 0    | 0      | 0      |
| Mike Okoth Origi  | Kenya       | Attaquant         | 16/11/1967        | 1992-1996            | 89 (29)           | 13   | 5      | 1      |
| Edwin Ouon        | Rwanda      | Défenseur         | 26/01/1981        | 2005-2006            | 11 (0)            | 1    | 1      | 1      |
| Didier Ovono      | Gabon       | Gardien de but    | 23/01/1983        | 2013-2017            | 92 (89)           | 0    | 9      | 0      |
| Hasan Özkan       | Turquie     | Milieu de terrain | 14/11/1997        | 2017-...             | 22 (21)           | 1    | 3      | 0      |

## P
| Joueur                  | Nationalité | Position          | Date de naissance | Période(s) | Matches (dont D1) | Buts | Jaunes | Rouges |
| ----------------------- | ----------- | ----------------- | ----------------- | ---------- | ----------------- | ---- | ------ | ------ |
| Bruno Parmentier        | Belgique    | Défenseur         | 17/10/1971        | 1997-2002  | 85 (27)           | 0    | 14     | 1      |
| Jean-Marie Paternoster  | Belgique    | ?                 | 14/04/1958        | 1982-1983  | 0 (0)             | 0    | 0      | 0      |
| Edmilson Paulo da Silva | Brésil      | Milieu de terrain | 16/04/1968        | 1998-1999  | 10 (10)           | 3    | 1      | 0      |
| Kévin Pecqueux          | Belgique    | Défenseur         | 9/02/1982         | 2007-2010  | 79 (0)            | 6    | 13     | 2      |
| Nicklas Pedersen        | Danemark    | Attaquant         | 10/10/1987        | 2016-2017  | 22 (19)           | 1    | 0      | 0      |
| Ademir Perdao           | Brésil      | Milieu de terrain | 31/12/1950        | 1974-1977  | 0 (0)             | 0    | 0      | 0      |
| Policarpo Pereira       | Brésil      | ?                 | 28/09/1957        | 1981-1982  | 0 (0)             | 0    | 0      | 0      |
| Marko Petrović          | Serbie      | Défenseur         | 18/04/1983        | 2002-2003  | 26 (0)            | 8    | 5      | 0      |
| Freddy Peuteman         | Belgique    | ?                 | ?                 | 1974-1978  | 0 (0)             | 0    | 0      | 0      |
| Nils Pierre             | Belgique    | Milieu de terrain | 4/02/1995         | 2012-2014  | 2 (2)             | 0    | 0      | 0      |
| Maxim Pieters           | Belgique    | Milieu de terrain | 30/04/1989        | 2008-2009  | 2 (0)             | 0    | 0      | 0      |
| Paul Pieters            | Belgique    | ?                 | ?                 | 1954-1955  | 0 (0)             | 0    | 0      | 0      |
| Erik Pinson             | Belgique    | Défenseur         | 29/04/1964        | 1990-1997  | 217 (64)          | 18   | 23     | 1      |
| Terence Pinto           | France      | Milieu de terrain | 12/09/1989        | 2010-2012  | 41 (0)            | 4    | 6      | 0      |
| Björn Plettinck         | Belgique    | Défenseur         | 6/03/1977         | 1998-1999  | 5 (5)             | 0    | 1      | 0      |
| Rudy Poorteman          | Belgique    | Défenseur         | 15/02/1961        | 1991-1993  | 25 (0)            | 1    | 6      | 0      |
| Mario Popelier          | Belgique    | ?                 | 18/06/1967        | 1985-1988  | 0 (0)             | 0    | 0      | 0      |
| René Popelier           | Belgique    | ?                 | 26/04/1941        | 1959-1962  | 0 (0)             | 0    | 0      | 0      |
| Gerry Poppe             | Belgique    | Milieu de terrain | 19/09/1970        | 1993-1996  | 74 (45)           | 3    | 13     | 0      |
| Anthony Portier         | Belgique    | Défenseur         | 1/06/1982         | 1999-2006  | 140 (32)          | 7    | 24     | 2      |
| Kris Pouillon           | Belgique    | ?                 | 26/03/1972        | 1997-1998  | 4 (0)             | 1    | 1      | 0      |
| Hendrik Priem           | Belgique    | ?                 | 24/07/1957        | 1984-1986  | 0 (0)             | 26   | 0      | 0      |
| Ronny Prins             | Pays-Bas    | Milieu de terrain | 19/12/1965        | 1997-1999  | 36 (7)            | 0    | 7      | 0      |
| Livio Proot             | Belgique    | Attaquant         | 8/08/1984         | 2002-2004  | 1 (0)             | 0    | 0      | 0      |
| Silvio Proto            | Belgique    | Gardien de but    | 23/05/1983        | 2016-2017  | 29 (26)           | 0    | 3      | 0      |
| Eddy Pylyser            | Belgique    | ?                 | 19/04/1941        | 1967-1977  | 0 (0)             | 0    | 0      | 0      |
| Tim Pylyser             | Belgique    | Milieu de terrain | 16/11/1988        | 2007-2010  | 0 (0)             | 0    | 0      | 0      |

## Q
| Joueur             | Nationalité | Position          | Date de naissance | Période(s) | Matches (dont D1) | Buts | Jaunes | Rouges |
| ------------------ | ----------- | ----------------- | ----------------- | ---------- | ----------------- | ---- | ------ | ------ |
| Maurice Quaghebeur | Belgique    | Attaquant         | 2/04/1911         | 1930-1933  | 0 (0)             | 0    | 0      | 0      |
| Peter Quintelier   | Belgique    | Milieu de terrain | 2/10/1967         | 1994-1996  | 53 (21)           | 3    | 8      | 0      |

## R
| Joueur           | Nationalité        | Position  | Date de naissance | Période(s) | Matches (dont D1) | Buts | Jaunes | Rouges |
| ---------------- | ------------------ | --------- | ----------------- | ---------- | ----------------- | ---- | ------ | ------ |
| Nicolas Rajsel   | Slovénie           | Attaquant | 31/05/1993        | 2017-2018  | 1 (1)             | 0    | 0      | 0      |
| Edin Ramčić      | Bosnie-Herzégovine | Défenseur | 1/08/1970         | 2002-2004  | 51 (0)            | 5    | 5      | 2      |
| Dirk Ranson      | Belgique           | ?         | 6/04/1955         | 1982-1983  | 0 (0)             | 0    | 0      | 0      |
| Björn Renty      | Belgique           | ?         | 24/07/1967        | 1991-2000  | 123 (43)          | 39   | 12     | 0      |
| Ramin Rezaeian   | Iran               | Défenseur | 21/03/1990        | 2017-2018  | 25 (21)           | 2    | 1      | 1      |
| Radolph Richards | Belgique           | ?         | 1/03/1967         | 2001-2002  | 18 (0)            | 2    | 2      | 0      |
| Toon Rombaut     | Belgique           | ?         | 6/04/1978         | 2001-2002  | 12 (0)            | 0    | 3      | 0      |
| Kenny Rommelare  | Belgique           | Attaquant | 15/04/1990        | 2009-2010  | 0 (0)             | 0    | 0      | 0      |
| Johan Rosseel    | Belgique           | ?         | 17/02/1963        | 1986-1987  | 0 (0)             | 0    | 0      | 0      |
| David Rozehnal   | République tchèque | Défenseur | 5/07/1980         | 2015-2018  | 73 (66)           | 4    | 5      | 0      |
| John Jaïro Ruiz  | Costa Rica         | Attaquant | 10/01/1994        | 2014-2015  | 32 (30)           | 6    | 8      | 0      |
| Bjorn Ruytinx    | Belgique           | Attaquant | 18/08/1980        | 2014-2015  | 31 (29)           | 3    | 7      | 0      |

## S
| Joueur                  | Nationalité   | Position          | Date de naissance | Période(s)           | Matches (dont D1) | Buts | Jaunes | Rouges |
| ----------------------- | ------------- | ----------------- | ----------------- | -------------------- | ----------------- | ---- | ------ | ------ |
| Rudy Saintini           | France        | Milieu de terrain | 2/05/1987         | 2010-2011            | 31 (0)            | 2    | 3      | 0      |
| Fashion Sakala          | Zambie        | Attaquant         | 14/03/1997        | 2018-...             | 0 (0)             | 0    | 0      | 0      |
| Bossilia Sakanoko       | Côte d'Ivoire | Attaquant         | 3/06/1985         | 2006-2008            | 28 (0)            | 5    | 4      | 0      |
| Gregorio Salhi          | Belgique      | Milieu de terrain | 6/05/1979         | 1998-1999            | 1 (1)             | 0    | 0      | 0      |
| Gilbert Salliau         | Belgique      | ?                 | ?                 | 1974-1976            | 0 (0)             | 0    | 0      | 0      |
| Jean-Pierre Sanders     | Belgique      | ?                 | 26/09/1950        | 1974-1979            | 0 (0)             | 0    | 0      | 0      |
| Luc Sanders             | Belgique      | Gardien de but    | 6/10/1945         | 1974-1976            | 0 (0)             | 0    | 0      | 0      |
| Paul Sanders            | Belgique      | Attaquant         | 8/02/1957         | 1988-1991            | 11 (0)            | 0    | 2      | 0      |
| Philip Sanders          | Belgique      | ?                 | 11/10/1960        | 1978-1979            | 0 (0)             | 0    | 0      | 0      |
| Khalifa Sankaré         | Sénégal       | Défenseur         | 15/08/1984        | 2008-2009            | 29 (0)            | 7    | 10     | 0      |
| Brendon Santalab        | Australie     | Attaquant         | 9/09/1982         | 2004-2005            | 22 (22)           | 3    | 4      | 1      |
| Joselito Schietaert     | Belgique      | ?                 | 7/09/1963         | 1988-1989            | 0 (0)             | 0    | 0      | 0      |
| Baptiste Schmisser      | France        | Défenseur         | 26/02/1986        | 2012-2015            | 60 (58)           | 3    | 8      | 0      |
| Filip Schoonbaert       | Belgique      | ?                 | 22/05/1971        | 1989-1992            | 26 (0)            | 0    | 1      | 0      |
| Johan Schutyser         | Belgique      | ?                 | 17/08/1955        | 1981-1982            | 0 (0)             | 0    | 0      | 0      |
| Chedric Seedorf         | Pays-Bas      | Milieu de terrain | 20/04/1983        | 2007-2008            | 0 (0)             | 0    | 0      | 0      |
| Sven Seurynck           | Belgique      | ?                 | 20/06/1968        | 1986-1990            | 0 (0)             | 0    | 0      | 0      |
| Kevan Seynaeve          | Belgique      | ?                 | 4/09/1958         | 1976-1981, 1982-1983 | 0 (0)             | 0    | 0      | 0      |
| Sulaiman Abimbola Shabi | Nigeria       | Attaquant         | 22/05/1991        | 2009-2010            | 13 (0)            | 0    | 1      | 0      |
| Sébastien Siani         | Cameroun      | Milieu de terrain | 21/12/1986        | 2013-2017            | 170 (158)         | 23   | 31     | 1      |
| Jurgen Sierens          | Belgique      | Gardien de but    | 10/04/1976        | 2001-2012            | 61 (0)            | 9    | 2      | 0      |
| Peter Sládek            | Slovaquie     | Attaquant         | 7/07/1989         | 2013-2014            | 8 (8)             | 0    | 0      | 0      |
| Roger Smee              | Belgique      | ?                 | ?                 | 1971-1972            | 0 (0)             | 0    | 0      | 0      |
| Björn Smits             | Belgique      | Milieu de terrain | 28/07/1975        | 1997-1999            | 59 (27)           | 13   | 7      | 0      |
| Yves Soudan             | Belgique      | Attaquant         | 23/10/1967        | 1994-1995            | 14 (14)           | 5    | 2      | 0      |
| Maurice Soyez           | Belgique      | ?                 | 2/04/1915         | 1935-1943            | 0 (0)             | 0    | 0      | 0      |
| Jacques Starkey         | Belgique      | Milieu de terrain | 3/10/1951         | 1976-1979            | 0 (0)             | 0    | 0      | 0      |
| Sébastien Stassin       | Belgique      | Milieu de terrain | 28/06/1978        | 2005-2008            | 64 (0)            | 9    | 16     | 2      |
| Gary Stebbing           | Angleterre    | Milieu de terrain | 11/08/1965        | 1988-1989            | 0 (0)             | 0    | 0      | 0      |
| Thierry Steenwerckx     | Belgique      | ?                 | 30/09/1960        | 1987-1988            | 0 (0)             | 0    | 0      | 0      |
| Steve Stellamans        | Belgique      | Attaquant         | 17/10/1972        | 1996-1998            | 66 (0)            | 19   | 3      | 0      |
| Frédéric Stilmant       | Belgique      | Milieu de terrain | 1/05/1979         | 2004-2005            | 15 (15)           | 0    | 3      | 0      |
| Kurt Stoops             | Belgique      | Gardien de but    | 9/04/1970         | 1993-1996            | 29 (13)           | 0    | 1      | 0      |
| James Storme            | Belgique      | Milieu de terrain | 12/04/1943        | 1975-1976            | 0 (0)             | 0    | 0      | 0      |
| Branimir Subašić        | Azerbaïdjan   | Attaquant         | 7/04/1982         | 2002-2003            | 14 (0)            | 3    | 3      | 0      |
| Jochen Sucaet           | Belgique      | Milieu de terrain | 28/09/1989        | 2006-2010            | 61 (0)            | 2    | 4      | 0      |
| Zbigniew Świętek        | Pologne       | Attaquant         | 19/10/1966        | 1993-1997            | 111 (61)          | 25   | 8      | 0      |
| Jean-Luc Sys            | Belgique      | ?                 | 7/06/1958         | 1980-1988            | 0 (0)             | 0    | 0      | 0      |

## T
| Joueur                       | Nationalité                      | Position          | Date de naissance | Période(s) | Matches (dont D1) | Buts | Jaunes | Rouges |
| ---------------------------- | -------------------------------- | ----------------- | ----------------- | ---------- | ----------------- | ---- | ------ | ------ |
| Geert Taecke                 | Belgique                         | ?                 | 16/11/1967        | 1986-1988  | 0 (0)             | 0    | 0      | 0      |
| Muhamed Tahiri               | Maroc                            | Attaquant         | 26/12/1996        | 2014-2015  | 0 (0)             | 0    | 0      | 0      |
| Saïd Tahiri                  | Belgique                         | Défenseur         | 26/05/1973        | 1998-1999  | 5 (5)             | 0    | 0      | 0      |
| Ross Tannock                 | Écosse                           | Milieu de terrain | 30/04/1971        | 1992-1993  | 1 (0)             | 0    | 0      | 0      |
| Jannes Tant                  | Belgique                         | Défenseur         | 20/03/1972        | 1995-1997  | 27 (0)            | 4    | 6      | 1      |
| Geert Tavernier              | Belgique                         | ?                 | 8/12/1959         | 1981-1986  | 0 (0)             | 19   | 0      | 0      |
| Rudy Tempere                 | Belgique                         | ?                 | 25/04/1950        | 1974-1976  | 0 (0)             | 0    | 0      | 0      |
| Carlos-Alberto Teixeira-Rosa | Brésil                           | ?                 | 4/09/1982         | 2000-2002  | 42 (0)            | 0    | 9      | 1      |
| Charles Thieren              | Belgique                         | ?                 | ?                 | 1977-1978  | 0 (0)             | 0    | 0      | 0      |
| Stefaan Thieren              | Belgique                         | Gardien de but    | 20/09/1984        | 2001-2007  | 48 (7)            | 0    | 0      | 0      |
| Ode Thompson                 | Nigeria                          | Attaquant         | 8/11/1980         | 2004-2005  | 6 (6)             | 0    | 0      | 0      |
| Žarko Tomašević              | Monténégro                       | Défenseur         | 22/02/1990        | 2016-...   | 61 (54)           | 2    | 16     | 0      |
| Jerry Tondelua               | République démocratique du Congo | ?                 | 27/02/1975        | 1999-2000  | 20 (0)            | 3    | 0      | 0      |
| Mike Toth                    | Belgique                         | Milieu de terrain | 19/08/1985        | 2005-2007  | 1 (0)             | 0    | 0      | 0      |
| Marc-Antoine Trussardi       | Belgique                         | ?                 | 6/06/1965         | 1989-1990  | 0 (0)             | 0    | 0      | 0      |

## U
| Joueur             | Nationalité | Position  | Date de naissance | Période(s) | Matches (dont D1) | Buts | Jaunes | Rouges |
| ------------------ | ----------- | --------- | ----------------- | ---------- | ----------------- | ---- | ------ | ------ |
| Leo Chinyere Uzoma | Nigeria     | Attaquant | 25/12/1978        | 1999-2001  | 46 (0)            | 12   | 7      | 0      |

## V
| Joueur                   | Nationalité | Position          | Date de naissance | Période(s) | Matches (dont D1) | Buts | Jaunes | Rouges |
| ------------------------ | ----------- | ----------------- | ----------------- | ---------- | ----------------- | ---- | ------ | ------ |
| Jacky Vaernewyck         | Belgique    | ?                 | ?                 | 1977-1978  | 0 (0)             | 0    | 0      | 0      |
| Joey Van Acker           | Belgique    | Milieu de terrain | 22/11/1979        | 1998-2000  | 1 (1)             | 0    | 0      | 0      |
| Nic Van Belle            | Belgique    | ?                 | 25/06/1961        | 1980-1981  | 0 (0)             | 0    | 0      | 0      |
| Koen Van Damme           | Belgique    | ?                 | 8/05/1965         | 1982-1983  | 0 (0)             | 0    | 0      | 0      |
| Kris Van De Putte        | Belgique    | Gardien de but    | 22/12/1975        | 1997-1999  | 56 (22)           | 0    | 1      | 0      |
| Wenceslaus Van Den Bosch | Belgique    | ?                 | 3/10/1948         | 1974-1975  | 0 (0)             | 0    | 0      | 0      |
| Paul Van Den Wittenboer  | Belgique    | ?                 | 1/06/1962         | 1982-1988  | 0 (0)             | 0    | 0      | 0      |
| Siebe Van Der Heyden     | Belgique    | Défenseur         | 30/05/1998        | 2016-2018  | 1 (1)             | 0    | 0      | 0      |
| Gregorie Van Eycken      | Belgique    | ?                 | 17/02/1954        | 1977-1978  | 0 (0)             | 0    | 0      | 0      |
| Steven Van Herreweghe    | Belgique    | Défenseur         | 19/08/1976        | 2002-2005  | 57 (0)            | 4    | 9      | 2      |
| Herman Van Holsbeeck     | Belgique    | ?                 | 5/11/1954         | 1977-1978  | 0 (0)             | 0    | 0      | 0      |
| Tom Van Imschoot         | Belgique    | Milieu de terrain | 4/09/1981         | 2013-2015  | 27 (26)           | 1    | 4      | 0      |
| Bram van Kerkhof         | Pays-Bas    | Milieu de terrain | 1/11/1948         | 1985-1987  | 0 (0)             | 0    | 0      | 0      |
| Bart Van Laer            | Belgique    | ?                 | 28/07/1979        | 1999-2001  | 5 (0)             | 1    | 0      | 0      |
| Guido Van Pottelberghe   | Belgique    | Attaquant         | 3/06/1941         | 1964-1967  | 0 (0)             | 0    | 0      | 0      |
| Stefan Van Riel          | Belgique    | Défenseur         | 29/12/1970        | 1998-1999  | 13 (13)           | 2    | 2      | 0      |
| Kristoff Van Robays      | Belgique    | Défenseur         | 1/12/1978         | 2004-2005  | 12 (12)           | 0    | 2      | 0      |
| Johan Van Rumst          | Belgique    | Milieu de terrain | 30/12/1977        | 2003-2005  | 52 (22)           | 5    | 1      | 0      |
| Sven Van Ryckeghem       | Belgique    | Gardien de but    | 18/03/1985        | 2007-2010  | 55 (0)            | 0    | 1      | 0      |
| Lander Van Steenbrugghe  | Belgique    | Milieu de terrain | 27/11/1986        | 2011-2013  | 7 (0)             | 0    | 1      | 1      |
| Jan Van Tieghem          | Belgique    | Attaquant         | 24/12/1973        | 1996-1997  | 11 (0)            | 1    | 0      | 0      |
| Bart Van Troost          | Belgique    | ?                 | 3/04/1981         | 2000-2001  | 1 (0)             | 0    | 0      | 0      |
| Patrick Van Veirdeghem   | Belgique    | Milieu de terrain | 19/01/1963        | 1993-1996  | 67 (59)           | 8    | 11     | 1      |
| Eric Van Vyve            | Belgique    | ?                 | 16/04/1947        | 1974-1975  | 0 (0)             | 0    | 0      | 0      |
| Eric Van Welsenaere      | Belgique    | ?                 | 11/09/1959        | 1980-1984  | 0 (0)             | 0    | 0      | 0      |
| Christophe Vandamme      | Belgique    | ?                 | 4/08/1979         | 2002-2003  | 4 (0)             | 0    | 0      | 0      |
| Jamaique Vandamme        | Belgique    | Attaquant         | 1/08/1985         | 2011-2013  | 32 (0)            | 10   | 4      | 0      |
| Vincent Vandekerckhove   | Belgique    | Gardien de but    | 19/05/1985        | 2003-2005  | 0 (0)             | 0    | 0      | 0      |
| Bart Vanden Eeckhoute    | Belgique    | Attaquant         | 14/09/1980        | 1998-1999  | 1 (1)             | 0    | 0      | 0      |
| Alain Vandenberghe       | Belgique    | ?                 | 28/12/1966        | 1986-1989  | 0 (0)             | 0    | 0      | 0      |
| Brian Vandenberghe       | Belgique    | Défenseur         | 29/08/1983        | 2002-2011  | 183 (12)          | 2    | 14     | 1      |
| André Vandenbrande       | Belgique    | ?                 | ?                 | 1974-1976  | 0 (0)             | 0    | 0      | 0      |
| Johan Vandenbussche      | Belgique    | ?                 | 15/02/1978        | 1996-1999  | 2 (0)             | 0    | 0      | 0      |
| Kristof Vandenbussche    | Belgique    | ?                 | 3/09/1981         | 2001-2002  | 1 (0)             | 0    | 0      | 0      |
| Dieter Vandendriessche   | Belgique    | ?                 | 15/12/1981        | 1999-2003  | 45 (0)            | 5    | 8      | 0      |
| Kévin Vandendriessche    | France      | Milieu de terrain | 7/08/1989         | 2015-...   | 115 (106)         | 5    | 18     | 3      |
| Wouter Vandendriessche   | Belgique    | Milieu de terrain | 27/06/1984        | 2007-2009  | 62 (0)            | 5    | 6      | 0      |
| Alex Vandepoele          | Belgique    | ?                 | 22/02/1959        | 1981-1982  | 0 (0)             | 0    | 0      | 0      |
| Danny Vandeput           | Belgique    | ?                 | 14/08/1957        | 1976-1991  | 25 (0)            | 0    | 2      | 1      |
| Frederik Vanderbiest     | Belgique    | Milieu de terrain | 10/10/1977        | 2009-2011  | 50 (0)            | 4    | 10     | 1      |
| Chris Vanderhaeghe       | Belgique    | ?                 | 23/10/1966        | 1984-1990  | 0 (0)             | 0    | 0      | 0      |
| Victor Vandewiele        | Belgique    | Milieu de terrain | 4/07/1994         | 2016-2018  | 0 (0)             | 0    | 0      | 0      |
| Erwin Vandousselaere     | Belgique    | ?                 | 10/09/1957        | 1981-1985  | 0 (0)             | 0    | 0      | 0      |
| Gianni Vanhaecke         | Belgique    | Attaquant         | 23/06/1993        | 2011-2013  | 6 (0)             | 0    | 0      | 0      |
| Redgy Vanhaecke          | Belgique    | ?                 | 11/07/1956        | 1975-1987  | 0 (0)             | 0    | 0      | 0      |
| Tony Vanhaelst           | Belgique    | ?                 | 20/11/1961        | 1982-1985  | 0 (0)             | 0    | 0      | 0      |
| Mike Vanhamel            | Belgique    | Gardien de but    | 16/11/1989        | 2017-2018  | 13 (11)           | 0    | 0      | 0      |
| Joey Vanhoecke           | Belgique    | Milieu de terrain | 10/06/1992        | 2010-2011  | 1 (0)             | 0    | 0      | 0      |
| Kenneth Vanhoecke        | Belgique    | ?                 | 12/04/1988        | 2008-2009  | 0 (0)             | 0    | 0      | 0      |
| Michel Vankerschaver     | Belgique    | ?                 | 13/05/1955        | 1974-1977  | 0 (0)             | 0    | 0      | 0      |
| Jordi Vanlerberghe       | Belgique    | Défenseur         | 27/06/1996        | 2018-...   | 0 (0)             | 0    | 0      | 0      |
| Danny Vannecke           | Belgique    | ?                 | ?                 | 1975-1976  | 0 (0)             | 0    | 0      | 0      |
| Dylan Vanneste           | Belgique    | Défenseur         | 9/02/1992         | 2012-2013  | 0 (0)             | 0    | 0      | 0      |
| Denis Vanraefelghem      | Belgique    | Milieu de terrain | 10/05/1991        | 2009-2012  | 7 (0)             | 0    | 1      | 0      |
| Ádám Vass                | Hongrie     | Milieu de terrain | 9/09/1988         | 2013       | 4 (4)             | 0    | 0      | 0      |
| Yoshi Verbrugge          | Belgique    | Défenseur         | 7/06/1995         | 2014-2016  | 0 (0)             | 0    | 0      | 0      |
| John Vercammen           | Belgique    | Milieu de terrain | 4/01/1952         | 1974-1975  | 0 (0)             | 0    | 0      | 0      |
| Peter Verdegem           | Belgique    | ?                 | 14/01/1962        | 1987-1989  | 0 (0)             | 18   | 0      | 0      |
| Justin Verlinden         | Belgique    | Gardien de but    | 6/04/1997         | 2015-2016  | 0 (0)             | 0    | 0      | 0      |
| Jo Vermast               | Belgique    | Attaquant         | 29/09/1981        | 2003-2005  | 40 (14)           | 10   | 4      | 2      |
| Albert Verschelde        | Belgique    | Attaquant         | 15/12/1942        | 1974-1976  | 0 (0)             | 10   | 0      | 0      |
| Janke Verweij            | Belgique    | Gardien de but    | 16/01/1988        | 2004-2005  | 0 (0)             | 0    | 0      | 0      |
| Fede Vico                | Espagne     | Milieu de terrain | 4/07/1994         | 2014       | 10 (10)           | 1    | 0      | 0      |
| Björn Vleminckx          | Belgique    | Attaquant         | 1/12/1985         | 2005-2006  | 30 (0)            | 8    | 4      | 1      |
| Geert Vynck              | Belgique    | ?                 | 17/03/1972        | 1990-1991  | 1 (0)             | 0    | 0      | 0      |

## W
| Joueur                  | Nationalité | Position          | Date de naissance | Période(s) | Matches (dont D1) | Buts | Jaunes | Rouges |
| ----------------------- | ----------- | ----------------- | ----------------- | ---------- | ----------------- | ---- | ------ | ------ |
| Bart Wallaeys           | Belgique    | ?                 | 25/04/1956        | 1974-1977  | 0 (0)             | 0    | 0      | 0      |
| Lars Wallaeys           | Belgique    | Milieu de terrain | 14/12/1981        | 2000-2012  | 297 (29)          | 26   | 67     | 5      |
| Nils Wallaeys           | Belgique    | ?                 | 5/02/1984         | 2001-2003  | 1 (0)             | 0    | 0      | 0      |
| Gilles Watty            | Belgique    | ?                 | 28/12/1983        | 2000-2004  | 1 (0)             | 0    | 0      | 0      |
| Batista Wendell-Hilario | Belgique    | ?                 | 14/09/1976        | 2000-2002  | 28 (0)            | 3    | 6      | 0      |
| Alain Westerlinck       | Belgique    | Défenseur         | 13/06/1968        | 1991-1993  | 44 (0)            | 0    | 8      | 1      |
| Peter Wildemeersch      | Belgique    | ?                 | 27/11/1963        | 1983-1990  | 0 (0)             | 0    | 0      | 0      |
| Kevin Wiliquet          | Belgique    | ?                 | 16/02/1989        | 2003-2005  | 5 (0)             | 0    | 0      | 0      |
| Bryan Willems           | Belgique    | Défenseur         | 16/07/1995        | 2014-2015  | 0 (0)             | 0    | 0      | 0      |
| Jonathan Wilmet         | Belgique    | Attaquant         | 7/01/1986         | 2013-2014  | 51 (48)           | 7    | 0      | 0      |
| Kris Windels            | Belgique    | Attaquant         | 9/08/1971         | 1997-2001  | 95 (28)           | 24   | 5      | 2      |
| Dieter Wittesaele       | Belgique    | Attaquant         | 21/01/1989        | 2009-2010  | 12 (0)            | 0    | 0      | 0      |
| Dirk Wittevrongel       | Belgique    | ?                 | 27/03/1951        | 1976-1986  | 0 (0)             | 0    | 0      | 0      |
| Robby Woodruff          | Belgique    | ?                 | 11/03/1965        | 1985-1987  | 0 (0)             | 10   | 0      | 0      |
| Fabrice Wudke           | Belgique    | ?                 | 16/08/1958        | 1982-1983  | 0 (0)             | 19   | 0      | 0      |

## Y
| Joueur          | Nationalité | Position          | Date de naissance | Période(s) | Matches (dont D1) | Buts | Jaunes | Rouges |
| --------------- | ----------- | ----------------- | ----------------- | ---------- | ----------------- | ---- | ------ | ------ |
| Rachide Yachou  | Maroc       | Milieu de terrain | 17/05/1975        | 1998-2001  | 60 (7)            | 3    | 5      | 0      |
| Beytullah Yasar | Belgique    | Milieu de terrain | 22/03/1982        | 2006-2007  | 4 (0)             | 0    | 1      | 0      |

## Z
| Joueur            | Nationalité   | Position  | Date de naissance | Période(s) | Matches (dont D1) | Buts | Jaunes | Rouges |
| ----------------- | ------------- | --------- | ----------------- | ---------- | ----------------- | ---- | ------ | ------ |
| Marcel Zanders    | Belgique      | ?         | 24/05/1941        | 1965-1967  | 0 (0)             | 0    | 0      | 0      |
| Richairo Živković | Pays-Bas      | Attaquant | 5/09/1996         | 2017-...   | 33 (29)           | 11   | 6      | 0      |
| François Zoko     | Côte d'Ivoire | Attaquant | 13/09/1983        | 2009-2010  | 13 (0)            | 3    | 2      | 0      |
| Zéphirin Zoko     | Côte d'Ivoire | Attaquant | 13/09/1977        | 2004-2005  | 27 (27)           | 8    | 2      | 2      |

### Sources
- (nl) « Liste des joueurs du club », sur Belgian Soccer Database (VG Ostende)
- (nl) « Liste des joueurs du club », sur Belgian Soccer Database (KV Ostende)